# Tomáš Sivok
Tomáš Sivok (n. 15 septembrie 1983) este un fotbalist profesionist ceh care joacă pe postul de fundaș central pentru clubul israelian Maccabi Petah Tikva din Premier League. El a debutat pentru echipa națională a Cehiei pe 3 septembrie 2005. Joacă de obicei pe poziția de fundaș, dar poate juca și la mijlocul terenului.

## Carieră
În septembrie 2005, Sivok a devenit căpitan al Spartei. A fost căpitanul echipei naționale de fotbal a Republicii Cehe în anul 2006.
La mijlocul anului 2006, Sivok a devenit o față principală a unei campanii anti-rasiste a guvernului ceh care se numea Împreună împotriva rasismului.
El a semnat cu Udinese în timpul ferestrei de transfer din ianuarie 2007. În mai 2008, a fost vândut de Udinese către echipa turcă Beșiktaș JK pentru 4,7 milioane de euro. El a semnat un contract pe patru ani cu opțiune de prelungire pe încă unul în valoare de 800.000 € pe an și cu 100.000 € în bonusuri; salariul său ar fi crescut la 1,2 milioane de euro dacă și-ar fi extins contractul până în 2013.

## Viața personală
Sivok s-a căsătorit cu Michaela Šachlová la 9 martie 2009 la İstanbul. Primul lor copil a fost un fiu pe nume Andre Tomas.